# E51号線
E51号線 (E51ごうせん、英: European route E51) はドイツにあり、ベルリン – ニュルンベルクを結ぶ、欧州自動車道路のAクラス道路。

## 経路
ベルリン – ライプツィヒ – ゲーラ – ヒルシュベルク – ホーフ – バイロイト – ニュルンベルク